# 吉石坝街道
吉石坝街道，是中华人民共和国甘肃省陇南市武都区下辖的一个街道办事处。
2014年，陇南市人民政府批复同意调整城关镇管辖区域，设立钟楼、吉石坝2个街道办事处。

## 行政区划
吉石坝街道下辖以下地区：
吉石坝村、下黄家坝村和上黄家坝村。